# Dimpflbräu Strauß
Die Dimpflbräu Strauß e.K. ist eine Bierbrauerei im oberpfälzischen Furth im Wald (Landkreis Cham). Die Brauerei hatte 2008 eine Jahresproduktion von 12.000 Hektolitern. Bis 2015 wurde das Unternehmen als Dimpfl Bräu Strauß KG geführt. Inhaber ist der eingetragene Kaufmann Matthias Strauß. Als Markennamen verwendet man Dimpfl, Cave und für Alkoholfreies OLY.